# Kryonerída (La Canée)
Kryonerída, en grec moderne : Κρυονερίδα, est une ancienne municipalité du district régional de La Canée, en Crète, en Grèce. Depuis la réforme du gouvernement local de 2011, il fait partie du dème d'Apokóronas, dont il est une unité municipale. L'unité municipale a une superficie de 67 561 km2. Selon le recensement de 2011, la population de Kryonerída compte 1 993 habitants,. Le siège de la municipalité de Kryonerída était le grand village de Vryses, devenu le siège du dème d'Apokóronas. Le village est situé au pied des montagnes Blanches (Lefká Óri). 

## Source de la traduction
- (el) Cet article est partiellement ou en totalité issu de l’article de Wikipédia en grec moderne intitulé « Δήμος Κρυονερίδας » (voir la liste des auteurs).